# Liceo ginnasio statale Virgilio
Il liceo ginnasio statale "Virgilio" è un istituto di istruzione secondaria di secondo grado di Roma, intitolato al poeta Publio Virgilio Marone e sito in via Giulia 38, nel rione Regola.

## Storia
Il Regio Liceo Classico Virgilio è creato col decreto regio del 5/7/1928 nr. 2117. La sede è quella del Collegio Ghislieri in Via Giulia. Ben presto si decide di dare un nuovo impianto al palazzo e della ristrutturazione viene incaricato l'architetto Marcello Piacentini. Piacentini sembra cercare di salvaguardare il contesto storico, soprattutto della rinomata via Giulia mantenendo inalterata la facciata cinquecentesca da quel lato e usando lo stile razionalista per la facciata su Lungotevere, ma le demolizioni ridisegnano lo scenario della via che vede scomparire Piazza Padella, Via dello Struzzo e la chiesa di San Nicola degli Incoronati. Inoltre la chiesa dello Spirito Santo dei Napoletani viene inglobata nel nuovo edificio scolatisco e, anche se mantiene l'ingresso indipendente su Via Giulia, è completamente inserita nei volumi del liceo tanto che la parte posteriore e l'abside diventano parte del cortile interno. I lavori iniziati nel 1936 durano fino al 1939 quando il nuovo edificio è inaugurato da Mussolini. Dal 1955 l'ex palazzo Ghislieri è sottoposto a vincolo della Soprintendenza delle Belle Arti.
Durante la seconda guerra mondiale fu il rifugio-laboratorio per le ricerche sull'emivita del mesotrone. Più precisamente nel Luglio del 1943 i fisici Marcello conversi, Ettore Pancini e Oreste Piccioni  con l'aiuto di Edoardo Amaldi scapparono dalla città universitaria de La Sapienza, troppo vicina ai bombardamenti di San Lorenzo, per continuare i loro esperimenti in un'aula seminterrata del Liceo che essendo non lontano dal vaticano correva meno rischi di essere colpito.
Durante l'anno scolastico 1955-1956 il liceo ginnasio Virgilio e la scuola media Alessandro Manzoni occuparono gli edifici destinati al futuro liceo ginnasio Luciano Manara presso Monteverde Vecchio, facendone una succursale. In data 1 ottobre 1958 la succursale ottenne l'autonomia.

## Struttura

La facciata del liceo dalla parte di via Giulia

Indirizzi di studio:
- Liceo classico
- Liceo linguistico
  - Tradizionale
  - Internazionale
- Liceo scientifico

## Biblioteca
La biblioteca del liceo Virgilio è situata al secondo piano della sede centrale, in un'aula affacciata su via Giulia. Il patrimonio librario, di circa 17.000 opere, include libri appartenenti al fondo risalente al periodo fascista.

## Ex studenti
- Bernardo Bertolucci
- Francesco De Gregori
- Riccardo di Segni [7]
- Franco126
- Arturo Gallia
- Luca Giurato
- Ketama126
- Elsa Morante
- Andrea Riccardi [8]
- David Sassoli
- Greta Scarano [9]
- Adriano Sofri
- Pretty Solero
- Enrico Strina
- Jasmine Trinca
- Matteo Maria Zuppi [10]

## Nella cinematografia
All'interno del liceo sono state girate e ambientate delle scene dei seguenti film: 
- Pacco, doppio pacco e contropaccotto di Nanni Loy, 1993
- Notte prima degli esami di Fausto Brizzi, 2006
- Questo piccolo grande amore di Riccardo Donna, 2009
- Scialla! (Stai sereno) di Francesco Bruni, 2011
- I ragazzi di via giulia di Rai storia
- Tutti Santi, 2022